# Lijst van windmolens op Bornholm
Dit is een lijst van windmolens die gelegen zijn op het eiland Bornholm in Denemarken.
| Locatie    | Naam van de molen                               | Type          | Bouwjaar   | Opmerkingen | Afbeelding |
| ---------- | ----------------------------------------------- | ------------- | ---------- | ----------- | ---------- |
| Aakirkeby  | Egeby Mølle                                     | Standerdmolen | 1787       | Bron        |            |
| Aakirkeby  | Limensgade Mølle                                |               | 1873       | Bron        |            |
| Aakirkeby  | Myreagre Mølle                                  | Torenmolen    | 1865       | Bron        |            |
| Aakirkeby  | Saxebro Mølle                                   |               | 1870       | Bron        |            |
| Aakirkeby  | Valsemøllen                                     |               | 1867       | Bron        |            |
| Aarsdale   | Aarsdale Mølle                                  | Torenmolen    | 1877       | Bron        |            |
| Gudhjem    | Gudhjem Mølle                                   | Torenmolen    | 1893       | Bron        |            |
| Gudhjem    | Røbro Mølle                                     |               | 1885 (ca.) | Bron        |            |
| Gudhjem    | Stenby Mølle                                    |               | 1857       | Bron        |            |
| Gudhjem    | Tejn Mølle, ook wel aangeduid als Melsted Mølle | Standerdmolen | 1800 (ca.) | Bron        |            |
| Hasle      | Bymøllen                                        |               | 1875 (ca.) | Bron        |            |
| Nexø       | Bakkemøllen                                     |               | 1871       | Bron        |            |
| Pedersker  | Kirkemølle                                      | Torenmolen    | 1861       | Bron        |            |
| Svaneke    | Bechs Mølle                                     | Standerdmolen | 1629       | Bron        |            |
| Svaneke    | Svanemøllen                                     |               | 1857       | Bron        |            |
| Østermarie | Kuremøllen                                      |               | 1861       | Bron        |            |